# Borgo Podgora
Borgo Podgora (già Sessano) è una frazione del comune di Latina.
È il primo nucleo abitativo edificato durante la Bonifica Integrale. Concepito come iniziale villaggio operaio (per i cantieri di scavo del canale "Mussolini") da convertire progressivamente in centro rurale a servizio delle campagne da appoderare.

## Geografia fisica

### Territorio
Si tratta di un borgo rurale costituito da un centro urbanizzato e una vasta area agricola appoderata, ricadente amministrativamente nel comune di Latina.
Il territorio è delimitato a nord dal Canale "Acque Alte" (in origine chiamato Canale "Mussolini"), che costituisce il confine amministrativo tra il comune di Latina e quello di Cisterna di Latina. Attualmente il Borgo è in grande espansione urbana, con un nuovo parco, nonché un oratorio, campi sportivi (per pallavolo, calcetto e basket) e nuove abitazioni.

### Toponomastica
Il borgo era prima noto con il nome di Sessano. Il toponimo attuale si deve a una delibera del podestà Valentino Orsolini Cencelli, che nel febbraio 1933 intitolò il borgo alla memoria di una sanguinosa battaglia della prima guerra mondiale, che ebbe luogo a Piedimonte del Calvario (Podgora in sloveno), frazione di Gorizia.
Le strade e le piazze sono dedicate quasi esclusivamente a scienziati e fisici, ma trovano spazio nella toponomastica locale anche i parroci del borgo.
In precedenza la toponomastica riguardava la vita contadina dell'Agro Pontino e si potevano trovare Via dell'Aratro, Via della Carbonaia e Via del Massaro.

## Storia
La "città di fondazione", in questo caso un piccolo centro rurale, venne costruita (in riferimento sia al suo centro che ai poderi diffusi sul suo territorio), nell'ambito dell'appoderamento delle paludi bonificate, dal Consorzio di Bonifica di Piscinara e dall'Opera Nazionale Combattenti, ed inaugurata nel 1927, dapprima con il nome di Sessano (mutuato dai vicini ruderi di una torre medievale omonima, non più esistenti) che deriverebbe per alcuni da Suessa Pometia antica città preromana da cui prende il nome l'Agro Pontino (Ager Pometinus), successivamente mutato in Borgo Podgora nel 1931/1932. Fu popolato da coloni nella stragrande maggioranza di provenienza veneta, friulana e ferrarese ai quali vennero assegnati i poderi appena realizzati, dapprima coltivati in regime di "dipendenza" dall'ente ONC, successivamente riscattati in proprietà dai coloni stessi.
Il centro del borgo, avente schema a castro romano (con la vecchia chiesa di Santa Maria Mater Dei, la piazza dedicata al primo parroco Orlando Biral, la scuola, la sede dell'azienda agraria statale e alcune abitazioni e vari altri edifici di servizio) venne realizzato lungo il tracciato del preesistente Stradone dei Pescatori (o Stradone della Persicara) che da Cisterna conduceva, attraverso la macchia impaludata, sino al lago di Fogliano; all'altezza di un bivio con uno sterrato diretto verso il castello di Conca (attuale centro di Borgo Montello) e comunque nelle adiacenze del canale "Mussolini".
Nelle campagne del Borgo è ambientato il libro "Canale Mussolini" di Antonio Pennacchi, Premio Strega 2010.

## Comunità
Alla popolazione iniziale di coloni settentrionali si sono aggiunti, a partire dal dopoguerra ma soprattutto con lo sviluppo edilizio degli ultimi decenni, flussi immigratori di provenienza prevalentemente cisternese e napoletana, inclusi nella comunità originale che mantiene tutt'oggi i caratteri tipici delle cosiddette comunità veneto-pontine, benché la parlata venetofona sia quasi del tutto scomparsa a favore del romanesco di Latina.
I dialetti veneti rimangono discretamente presenti tra gli anziani, benché alcune espressioni siano ormai rimaste nell'uso comune.

## Sport
L'ASD Borgo Podgora milita nel campionato regionale di Prima Categoria Laziale. 